# František Čáp

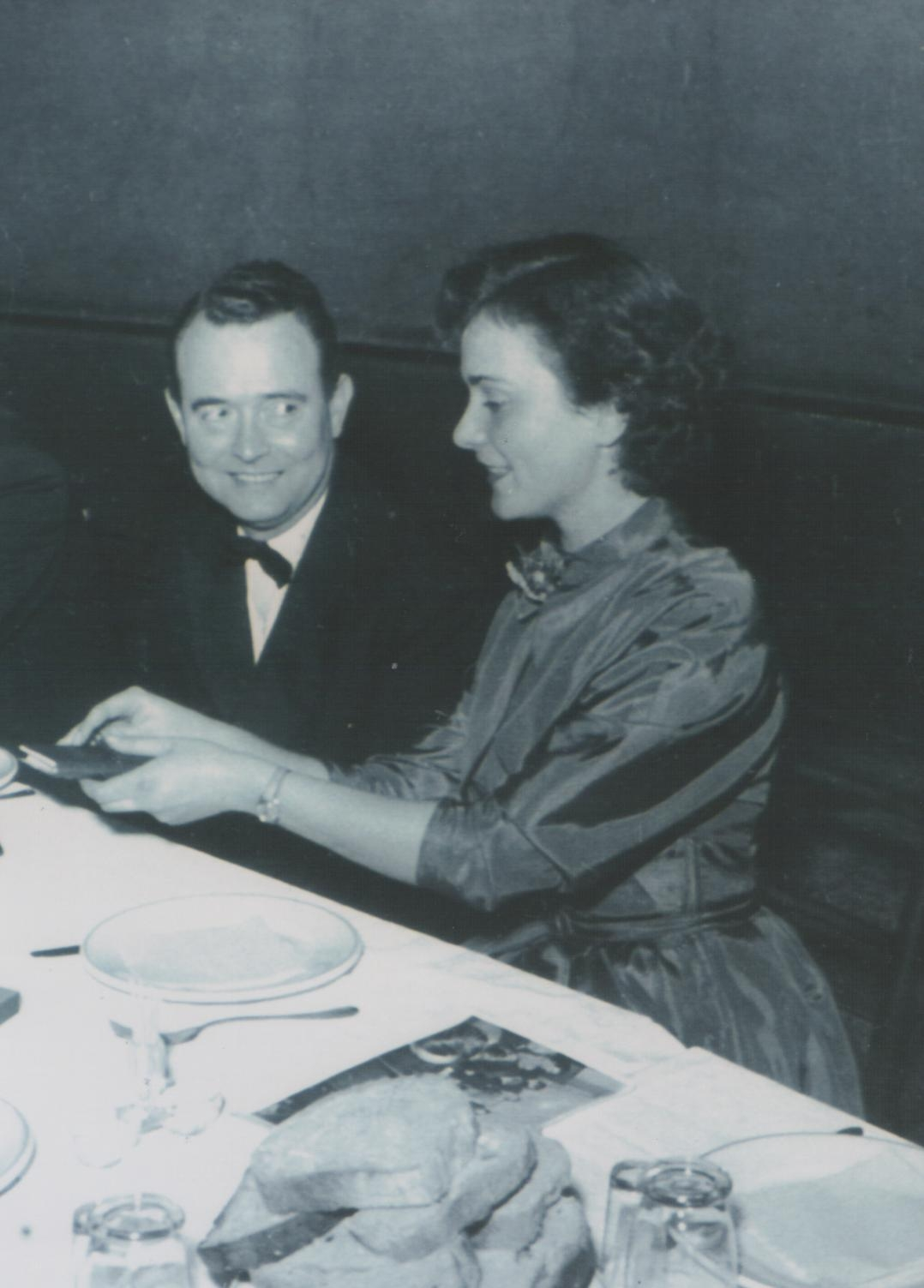
František Čáp och slovenska skådespelerskan Metka Gabrijelčič, 1953.

František Čáp, i Tyskland även krediterad Franz Cap, född 7 december 1913 i Čelákovice, död 12 januari 1972 i Ankaran i SR Slovenien (nuvarande Slovenien), var en tjeckisk-slovensk filmregissör och manusförfattare. Hans film Muzi bez krídel var en av dem som tilldelades Grand Prix du Festival international du Film (motsvarande Guldpalmen) i Cannes 1946.

## Liv
Čáp föddes i Čachovice i Böhmen, dåvarande Österrike-Ungern (nu i centrala Tjeckien). Som redan etablerad professionell regissör flyttade han till Ljubljana 1952, efter en inbjudan av Branimir Tuma, direktör för Triglav Film. 1957 flyttade han till Portorož, en kuststad i sydvästra Slovenien, där han bodde fram till sin död.

## Verk
På 1950- och 1960-talet regisserade Čap fem filmer för Triglav film, samt sex samproduktioner och icke-slovenska produktioner. Čáps första slovenska film, den romantiska komedin Vesna (1953), som hade element av Heimatfilm, och var ett tjeckiskt och österrikiskt och österrikiskt melodrama, som visade sig vara mycket framgångsrikt, både konstnärligt och kommersiellt, liksom dess uppföljare Ne čakaj na maj (1957). 1956 gjorde Čáp Die Geierwally (The Vulture Wally), baserad på en roman av Wilhelmine von Hillern, i Tyskland, medan X-25 javlja ("X-25 Reports", 1960), var en spionthriller om andra världskriget. Den spelades in i Zagreb, och visades på många platser i världen.
Čaps andra slovenska film var ett krigsdrama, Trenutki odločitve (Moments of Decision, 1955) av nödvändigheten av försoning mellan partisanerna och deras motståndare, ett ämne som gjorde att filmen blev den första censurerade i Slovenien. Efter den dåligt mottagna komedin Naš avto (Vår bil, 1962), kunde inte Čáp få något arbete i Jugoslavien, och han vände sig då direkt till televisionen. Han fick göra en TV-serie och två TV-filmer för tysk och österrikisk television.

## Utmärkelser
- Muži bez křídel - Grand Prix vid filmfestivalen i Cannes[9]